# 三陸海岸大津波
『三陸海岸大津波』（さんりくかいがんおおつなみ）は、小説家吉村昭による中編ルポルタージュ。
初版は中公新書で、1970年（昭和45年）に『海の壁 三陸沿岸大津波』の題名で刊行された。1984年（昭和59年）に中公文庫版が刊行された際に現行のタイトルに改題された。吉村の死の2年前、2004年（平成16年）に文春文庫版が再刊された。

## 概要
東北地方太平洋側にある三陸海岸沿いの町をたびたび襲った地震・大津波について、自身の取材によって明らかになった事実を記したルポルタージュである。内容は、明治29年の大津波、昭和8年の大津波、チリ大地震大津波の3部構成である。三陸海岸各地の大津波を受けての被害状況、人々の行動を克明に記録している。

## 東日本大震災
2011年（平成23年）3月11日に発生した東北地方太平洋沖地震および津波（東日本大震災）の直後より、本書の注文売上が急増した。文春文庫版の震災前の発行部数は累計49,000部であったが、震災直後に50,000部が増刷された。著者の妻で小説家の津村節子は版元を通じ、増刷分の印税は震災復興に寄付すると表明した。
岩手県下閉伊郡田野畑村には、吉村が初期の作品『星への旅』（筑摩書房→新潮文庫）の執筆をきっかけに、村民と交流を深めたことにより、1998年（平成10年）に吉村が寄贈した蔵書を元に島越駅駅舎内に「吉村文庫」が開設されていたが、震災の津波で約750冊の蔵書が全て流失している。2016年（平成28年）7月31日、再建された島越駅駅舎内に吉村文庫が復活した。

## 書誌情報
- 吉村昭 『海の壁 三陸沿岸大津波』 中公新書、1970年
- 吉村昭 『三陸海岸大津波』 中公文庫、1984年
- 吉村昭 『三陸海岸大津波』 文春文庫、2004年 ISBN 978-4-16-716940-4